# Selección Española de la Ciencia
La Selección Española de la Ciencia es un reconocimiento a los «mejores científicos españoles del año» que organiza anualmente la revista Quo y el Consejo Superior de Investigaciones Científicas de España desde 2014. Se estableció aprovechando el tirón de popularidad de la selección española de fútbol en 2014, y cada año se elige una selección de once a trece científicos de diferentes campos a los que se les hace entrega de una camiseta con los colores y emblemas de la selección nacional de fútbol. 
La selección anual la realiza un jurado compuesto por personas relevantes en el mundo de la ciencia y la divulgación científica. Los seleccionados proceden del campo de la investigación, tanto de la ciencia como de la técnica y las humanidades: biólogos, médicos, físicos, químicos, farmacéuticos, paleontólogos, ingenieros, informáticos, arqueólogos, historiadores o sociólogos.

## Selecciones

### 2014
En un acto celebrado en el Consejo Superior de Deportes se presentó la primera selección, formada por trece científicos: el paleoantropólogo Juan Luis Arsuaga, la bioquímica y bióloga molecular María A. Blasco, el físico Ignacio Cirac, el químico Avelino Corma, el biólogo marino Carlos Duarte, el físico Pedro Miguel Echenique, el cardiólogo Valentín Fuster, el farmacéutico y bioquímico Juan Carlos Izpisúa, el farmacéutico y bioquímico Joan Massagué, el físico y bioquímico Pere Puigdomènech, la bioquímica Margarita Salas, la farmacéutica Celia Sánchez-Ramos y el paleontólogo de dinosaurios José Luis Sanz.

### 2015
La selección se formó con once investigadores: el físico Javier Aizpurúa, el médico y epidemiólogo Pedro Alonso, el neurofisiólogo Carlos Belmonte, el matemático Diego Córdoba, la socióloga María Ángeles Durán, la ingeniera industrial Elena García, el biólogo molecular Carlos López Otín, el biólogo Ginés Morata, la neurocientífica Ángela Nieto, el paleoantropólogo Antonio Rosas y la química María Vallet.

### 2016
El acto de presentación se celebró en la sede del CSIC y las camisetas se entregaron por conocidos deportistas. Fueron seleccionados el bioquímico Mariano Barbacid, el cirujano plástico Pedro Cavadas, el biólogo Miguel Delibes de Castro, la neurobióloga Mara Dierssen, el farmacéutico Mariano Esteban, el médico Manel Esteller, el egiptólogo José Manuel Galán, el físico Juan José Gómez Cadenas, la química y nanotecnóloga Laura Lechuga, la física Susana Marcos, el microbiólogo Francisco J. Martínez Mojica, la bióloga Carmen Martínez Rodríguez y el físico Alberto Ruiz Jimeno.

### 2017
El acto de celebración, dentro de la VI Gala de la Ciencia y la Innovación, contó con la colaboración de Marca España. Los seleccionados fueron el astrofísico Guillem Anglada-Escudé, la ingeniera agrónoma María Carmen Collado Amores, el biólogo Javier de Felipe Oroquieta, el biólogo Antonio Figueras Huerta, el paleogenético  Carles Lalueza Fox, el físico e informático Ramón López de Mántaras, la ingeniera Concha Monje, el biólogo Alejandro Ocampo, la arqueóloga Leonor Peña Chocarro, el geólogo medioambientalista Xavier Querol, el nanotecnólogo Javier Tamayo, el físico Lluis Torner y el astrofísico Josep María Trigo.

### 2018
La presentación se celebró en la sede del CSIC. Fueron seleccionados los físicos Montserrat Calleja y José Antonio Font, el médico Juan Fueyo, la física Maia García, la médico Candelaria Gómez-Manzano, la historiadora Carmen Iglesias Cano, el bioquímico Daniel López Serrano, el médico oncólogo Iván Márquez Rodas, la farmacóloga Pura Muñoz Cánoves, el bioquímico  José María Ordovás, el paleoentomólogo Enrique Peñalver, el matemático Francisco Santos Leal y la física Alicia Sintes.